# Centro de Convenciones Virgilio Barco
El Centro de Convenciones Virgilio Barco es un centro de convenciones en construcción en la ciudad de Cúcuta, concretamente en el municipio metropolitano de Villa del Rosario, en proximidades al Parque Grancolombiano, donde se ubican el Templo Histórico donde se firmó la Constitución de Cúcuta y la Casa Natal del General Francisco de Paula Santander. La construcción de este centro de convenciones se hace en el marco del Bicentenario (200 años) de la Constitución de Cúcuta.
A la firma del convenio para la construcción del Centro de Convenciones Virgilio Barco asistieron el Alcalde de Cúcuta Jairo Yáñez, el presidente Ejecutivo de la Cámara de Comercio de Cúcuta Sergio Entrena, el Alcalde de Villa del Rosario Eugenio Rangel, el Rector de la Universidad de Pamplona Ivaldo Torres, la Gerente de IFINORTE Sandra Zapata Ortega y el Gerente del Área Metropolitana de Cúcuta Miguel Peñaranda.
Con el Centro de Convenciones se busca ampliar las posibilidades de todos los sectores productivos de la región, así como la generación de empleo y competitividad para sus habitantes. Hace parte de los nuevos megaproyectos que se están construyendo en la ciudad de Cúcuta, junto con el Parque Eureka y el Acueducto Metropolitano de Cúcuta.